# Eduardo Urzaiz Rodríguez
Eduardo Urzaiz Rodríguez (Guanabacoa, Cuba, 29 de marzo de 1876 - Mérida, Yucatán, México, 16 de febrero de 1955). Fue conocido por sus trabajos como psiquiatra, pedagogo y escritor. Fue precursor de la cesárea en México. Fundador de la Universidad Autónoma de Yucatán y el escritor de la primera novela de ciencia ficción mexicana: Eugenia (1919).

## Reseña biográfica

### Nacimiento e infancia
Sus padres fueron: Fernando Urzaiz Arritola y Gertrudis Rodríguez Ramírez. Orillados por las circunstancias políticas e independentistas que dominaban a Cuba, los esposos Urzaiz Rodríguez decidieron mudarse a Yucatán. Eduardo Rodríguez llegó a la península cuando apenas tenía catorce años de edad. Se forjó social, cultural e ideológicamente en Yucatán

### Comienzos
El joven Urzaiz Rodríguez ingresó en el Instituto Literario, fue ahí donde realizó sus estudios de primaria y preparatoria, en aquella época los alumnos que querían graduarse de profesores tenían que pasar la Normal un año para presentar algunas asignaturas que se consideraban indispensables para obtener el título de profesor. Urzaiz entró a estudiar en esta escuela y en 1893, obtuvo el título de profesor normalista en 1894. Convencido de su vocación para la docencia apenas obtuvo su título de profesor de instrucción primaria elemental superior, empezó a trabajar en una de las escuelas nocturnas que funcionaba en Mérida de 7 a 9 de la noche., se sentía orgulloso de su título de profesor y de las grandes cosas que podría lograr al transmitir el conocimiento a sus alumnos, desde un principio al hacerse profesor fue con la idea de ser el mejor y de que iba a lograr grandes cosas en su labor como docente, opinaba que el niño es fundamentalmente bueno. En su afán de seguirse superando, se inscribió como alumno de la Facultad de Medicina y Cirugía de Yucatán el 29 de septiembre de 1897. A pesar de estar estudiando para ser médico nunca dejó su labor como docente. Terminó su carrera de médico con excelentes notas, sustentando examen de grado los días 13, 14, y 15 de noviembre de 1902. Su tesis de graduación fue el trabajo titulado: El desequilibrio mental. Gracias a esta tesis fue que demostró sus conocimientos generales y sus inclinaciones vocacionales, esto hizo que el Lic. Molina Solís lo escogiera para hacer sus estudios complementarios en Nueva York.
En 1904, el doctor Augusto Molina Solís, quien hacía planes para modernizar la Escuela de Medicina, le propuso al doctor Eduardo Urzaiz una beca del gobierno del estado para trasladarse a Nueva York para realizar estudios de siquiatría, la que aceptó gustoso. Establecido en los Estados Unidos, pensó que podía prepararse en siquiatría durante el día y por las noches continuar su preparación en obstetricia; con este propósito empezó a asistir a una maternidad cercana al hospital para enfermos mentales, donde se entrenaba en siquiatría. En febrero de 1906, Porfirio Díaz, Presidente de México, realizó una visita a Yucatán cuyo programa incluyó la inauguración del Hospital O ́Horán, el Asilo Ayala y los edificios de la Penitenciaría. La edificación de dichas instituciones de salud respondió a la necesidad de satisfacer la creciente demanda de atención.

#### De vuelta a Yucatán
Fue director de la Escuela Normal y catedrático en la misma de las asignaturas de biología y antropología pedagógica. Tomó parte activa en el primer congreso pedagógico que se celebró en esta ciudad, durante el gobierno del general Salvador Alvarado, en el año 1916. También tuvo participación en los Congresos Médicos Peninsulares que se celebraron en esta ciudad de Mérida, el primero en 1933 y el segundo en 1944, al lado de los doctores Efraín Gutiérrez, Carlos Casares, Manuel Acevedo y otros organizadores de los mismos. Ocupó también el puesto de jefe del departamento de Educación Pública y, en otro periodo de su vida, el de presidente de la Junta Superior de Sanidad del Estado. En una visita que realizó a Costa Rica, en abril de 1948, con motivo de una reunión de Rectores de Universidades latinoamericanas representando a la de Yucatán, el Ayuntamiento de San José lo honró con un diploma y con la entrega simbólica de las llaves de la ciudad. Fuera del campo de la medicina y de la enseñanza, el doctor Urzaiz se distinguió como literato, pintor, dibujante, conferenciante, historiador. Publicó varios libros, así como un sinnúmero de artículos sobre temas diversos, que abordó a profundidad y con sentido crítico. Entre estas publicaciones se cuentan: la novela “Eugenia”, “Historia de las Religiones”, Reconstrucción de Hechos, firmada con el seudónimo de Claudio Meex e ilustrada por él mismo; la traducción al español de “Evangelina” de Longfellow, “Del Imperio a la Revolución”, “Psiquiatría” para estudiantes de medicina, “Biología” y “Antropología” para alumnos de la Escuela Normal, “Estudio Psicológico sobre el espíritu varonil de Sor Juana Inés de la Cruz”, “Exegesis Cervantina”, “La Emigración Cubana en Yucatán”, “La Familia, Cruz del Apóstol”, entre otras.

### Rectoría en la universidad
Primera etapa:
|                | Sucesor               |
| -------------- | --------------------- |
| Eduardo Urzaiz | Lázaro Barrera Puerto |
| 1922-1924      | 1924-1924             |

Segunda etapa:
| Antecesor             |                | Sucesor                 |
| --------------------- | -------------- | ----------------------- |
| Enrique Aznar Mendoza | Eduardo Urzaiz | Francisco Reppeto Milán |
| 1942-1946             | 1946-1955      | 1955-1971               |

### Libros
Eugenia

Historia de las Religiones

Evangelina de Longfellow (traducción)

Del Imperio a la Revolución

Psiquiatría” para estudiantes de medicina

“Biología” y “Antropología” para alumnos de la Escuela Normal

Estudio Psicológico sobre el espíritu varonil de Sor Juana Inés de la Cruz

Exegesis Cervantina

La Emigración Cubana en Yucatán

La Familia, Cruz del Apóstol

Reconstrucción de Hechos (firmada con el seudónimo de Claudio Meex e ilustrada por él mismo)

## Eugenia

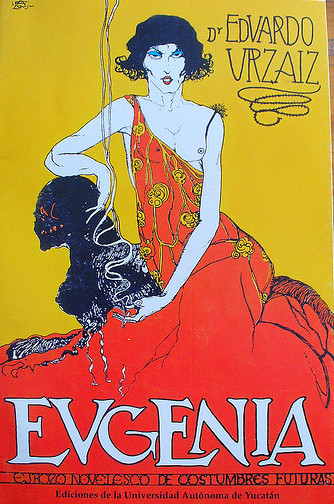

Eugenia (1919), de Eduardo Urzaiz, está situada en el año 2218, en la ciudad de Villautopía, que puede reconocerse sin mucha dificultad como Mérida, presentada dentro del texto como la capital de Centroamérica bajo el nombre de Villautopía. Se trata de un triángulo amoroso. Ernesto y Celiana viven un romance que se interrumpe cuando él conoce a Eugenia. El embarazo de la última acelera el abandono de Celiana, quien se refugia en el consumo de mariguana para sobrellevar la ruptura. La novela se publica al terminar la Primera Guerra Mundial y la Revolución Mexicana. Momento histórico que el autor contrasta en su relato, pues se trata de una sociedad del futuro que apostó por la paz. Quedan abolidas las fronteras, el nacionalismo, la sociedad vive “el desarme universal”, desaparecen las religiones y en su lugar se coloca el Neoteosofismo, que hace referencia a la Sociedad Teosófica fundada en 1875 en Nueva York, donde se practicaba un espiritismo resultante de la combinación de las principales religiones del mundo.

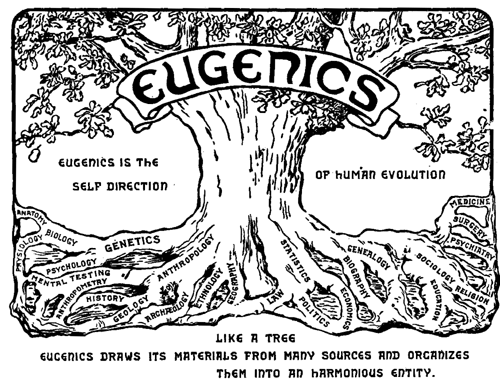
«La eugenesia es la auto-dirección de la evolución humana»: Lema del Segundo Congreso Internacional de Eugenesia, 1921, representado como un árbol que unifica una diversidad de campos diferentes.

El dinero que la sociedad de Villautopía no utiliza en la guerra está destinado a la mejora de la sociedad. La explotación y distribución de los recursos está controlada por un Estado poderoso y económicamente equitativo. Es por eso que críticos como Javier Ordiz aseguran que Eugenia se encuentra dentro de las utopías socialistas, equiparándola a Looking backward: 2000-1887 (1888) de Edward Bellamy. Además de controlar los recursos naturales, el Estado de Villautopía controla la natalidad. Esterilizan a los deformes, o quienes representen algún tipo de problema de nacimiento, mientras que a los mejores dotados, genéticamente, se les obliga a fecundar a mujeres seleccionadas, como proponía la eugenesia en aquel entonces. Pero Urzaiz va más allá en su novela: el óvulo fecundado se encuentra en el varón, quien se encarga de desarrollar el embarazo. La eugenesia logra vaciar las cárceles de Villautopía. Lo mismo en hospitales y manicomios, prácticamente erradican las enfermedades y la desaparición de la maternidad abre paso hacia uno de los sueños de Urzaiz, la suplantación de la familia por el grupo, construido por afinidad, como también lo sugieren grupos queer radicales, como Luddditas Sexuales en Sudamérica. Contra la corriente crítica que sitúa a la novela como utópica, Gerardo Cruz-Grunerth sostiene en su estudio Eugenia 2218. La visión posthumana de Eduardo Urzaiz, que la obra es visionaria y esto va más allá de crear una aparente utopía literaria, y considera que la novela es distópica. Por ello estudia el libro de Urzaiz desde perspectivas críticas contemporáneas, como el posthumanismo, el postcolonialismo y el postnacionalismo, así como desde la ficción extractiva y el futurismo postcolapso de la naturaleza.